# نوئل گالوی هلمز
نوئل گالوی هلمز (انگلیسی: Noel Holmes؛ ۲۵ دسامبر ۱۸۹۱ – ۲۴ دسامبر ۱۹۸۲) فرد نظامی اهل بریتانیا بود. وی همچنین برندهٔ جوایزی همچون صلیب نظامی شده‌است.